# Abu Dhabis Grand Prix 2021
Abu Dhabis Grand Prix 2021, officiellt Formula 1 Etihad Airways Abu Dhabi Grand Prix 2021, var ett Formel 1-lopp som kördes den 12 december 2021 på Yas Marina Circuit i Förenade Arabemiraten. Loppet var det tjugoandra och sista loppet ingående i Formel 1-säsongen 2021 och kördes över 58 varv.
De två titelkombattanterna Max Verstappen och Lewis Hamilton hade exakt lika många poäng inför loppet. Det blev Verstappen som tog hem sitt första förarmästerskap efter att ha vunnit loppet. Mercedes säkrade konstuktörsmästerskapet för åttonde gången i rad.

## Ställning i mästerskapet före loppet
| Pos. | Förare          | Poäng |
| ---- | --------------- | ----- |
| 1    | Max Verstappen  | 369,5 |
| 2    | Lewis Hamilton  | 369,5 |
| 3    | Valtteri Bottas | 213   |
| 4    | Sergio Pérez    | 190   |
| 5    | Charles Leclerc | 158   |

| Pos. | Konstruktör      | Poäng |
| ---- | ---------------- | ----- |
| 1    | Mercedes         | 587,5 |
| 2    | Red Bull-Honda   | 559,5 |
| 3    | Ferrari          | 307,5 |
| 4    | McLaren-Mercedes | 269   |
| 5    | Alpine-Renault   | 149   |

- Notering: Endast de fem bästa placeringarna i vardera mästerskap finns med på listorna.

## Träningspassen
I det första träningspasset var Red Bulls Max Verstappen snabbast följt av de två Mercedes-förarna Valtteri Bottas och Lewis Hamilton.
I det andra träningspasset var Lewis Hamilton snabbast följt av Alpines Esteban Ocon och Valtteri Bottas.
I det tredje träningspasset var Lewis Hamilton snabbast följt av Max Verstappen och Valtteri Bottas.

## Kvalet
Max Verstappen för Red Bull tog pole position följt av Lewis Hamilton för Mercedes och Lando Norris för McLaren.
| Pos.                    | Nr. | Förare             | Konstruktör               | Kvaltider | Kvaltider | Kvaltider | Start- grid |
| Pos.                    | Nr. | Förare             | Konstruktör               | Q1        | Q2        | Q3        | Start- grid |
| ----------------------- | --- | ------------------ | ------------------------- | --------- | --------- | --------- | ----------- |
| 1                       | 33  | Max Verstappen     | Red Bull-Honda            | 1:23,322  | 1:22,800  | 1:22,109  | 1           |
| 2                       | 44  | Lewis Hamilton     | Mercedes                  | 1:22,845  | 1:23,145  | 1:22,480  | 2           |
| 3                       | 4   | Lando Norris       | McLaren-Mercedes          | 1:23,553  | 1:23,256  | 1:22,931  | 3           |
| 4                       | 11  | Sergio Pérez       | Red Bull-Honda            | 1:23,350  | 1:23,135  | 1:22,947  | 4           |
| 5                       | 55  | Carlos Sainz, Jr.  | Ferrari                   | 1:23,624  | 1:23,174  | 1:22,992  | 5           |
| 6                       | 77  | Valtteri Bottas    | Mercedes                  | 1:23,117  | 1:23,246  | 1:23,036  | 6           |
| 7                       | 16  | Charles Leclerc    | Ferrari                   | 1:23,467  | 1:23,202  | 1:23,122  | 7           |
| 8                       | 22  | Yuki Tsunoda       | Alpha Tauri-Honda         | 1:23,428  | 1:23,404  | 1:23,220  | 8           |
| 9                       | 31  | Esteban Ocon       | Alpine-Renault            | 1:23,764  | 1:23,420  | 1:23,389  | 9           |
| 10                      | 3   | Daniel Ricciardo   | McLaren-Mercedes          | 1:23,829  | 1:23,448  | 1:23,409  | 10          |
| 11                      | 14  | Fernando Alonso    | Alpine-Renault            | 1:23,846  | 1:23,460  | N/A       | 11          |
| 12                      | 10  | Pierre Gasly       | Alpha Tauri-Honda         | 1:23,489  | 1:24,043  | N/A       | 12          |
| 13                      | 18  | Lance Stroll       | Aston Martin-BWT Mercedes | 1:24,061  | 1:24,066  | N/A       | 13          |
| 14                      | 99  | Antonio Giovinazzi | Alfa Romeo-Ferrari        | 1:24,118  | 1:24,251  | N/A       | 14          |
| 15                      | 5   | Sebastian Vettel   | Aston Martin-BWT Mercedes | 1:24,225  | 1:24,305  | N/A       | 15          |
| 16                      | 6   | Nicholas Latifi    | Williams-Mercedes         | 1:24,338  | N/A       | N/A       | 16          |
| 17                      | 63  | George Russell     | Williams-Mercedes         | 1:24,423  | N/A       | N/A       | 17          |
| 18                      | 7   | Kimi Räikkönen     | Alfa Romeo-Ferrari        | 1:24,779  | N/A       | N/A       | 18          |
| 19                      | 47  | Mick Schumacher    | Haas-Ferrari              | 1:24,906  | N/A       | N/A       | 19          |
| 20                      | 9   | Nikita Mazepin     | Haas-Ferrari              | 1:25,685  | N/A       | N/A       | 20          |
| 107 %-gränsen: 1:28,556 |     |                    |                           |           |           |           |             |
| Källor:                 |     |                    |                           |           |           |           |             |

## Loppet
Max Verstappen vann loppet och tog därmed hem förarmästerskapet säsongen 2021. Lewis Hamilton kom på andraplats och Carlos Sainz, Jr. på tredjeplats. Mercedes vann konstruktörsmästerskapet vid detta loppet.
Lewis Hamilton ledde majoriteten av loppet men en sen säkerhetsbil gjorde att Verstappen på nyare däck kunde ta sig förbi på det sista varvet.
| Pos.                                                             | Nr. | Förare             | Konstruktör               | Varv | Tid/Bröt    | Grid | Poäng |
| ---------------------------------------------------------------- | --- | ------------------ | ------------------------- | ---- | ----------- | ---- | ----- |
| 1                                                                | 33  | Max Verstappen     | Red Bull-Honda            | 58   | 1:30:17,345 | 1    | 26    |
| 2                                                                | 44  | Lewis Hamilton     | Mercedes                  | 58   | +2,256s     | 2    | 18    |
| 3                                                                | 55  | Carlos Sainz, Jr.  | Ferrari                   | 58   | +5,173s     | 5    | 15    |
| 4                                                                | 22  | Yuki Tsunoda       | Alpha Tauri-Honda         | 58   | +5,692s     | 8    | 12    |
| 5                                                                | 10  | Pierre Gasly       | Alpha Tauri-Honda         | 58   | +6,531s     | 12   | 10    |
| 6                                                                | 77  | Valtteri Bottas    | Mercedes                  | 58   | +7,463s     | 6    | 8     |
| 7                                                                | 4   | Lando Norris       | McLaren-Mercedes          | 58   | +59,200s    | 3    | 6     |
| 8                                                                | 14  | Fernando Alonso    | Alpine-Renault            | 58   | +61,708s    | 11   | 4     |
| 9                                                                | 31  | Esteban Ocon       | Alpine-Renault            | 58   | +64,026s    | 9    | 2     |
| 10                                                               | 16  | Charles Leclerc    | Ferrari                   | 58   | +66,057s    | 7    | 1     |
| 11                                                               | 5   | Sebastian Vettel   | Aston Martin-BWT Mercedes | 58   | +67,527s    | 15   |       |
| 12                                                               | 3   | Daniel Ricciardo   | McLaren-Mercedes          | 57   | +1 varv     | 10   |       |
| 13                                                               | 18  | Lance Stroll       | Aston Martin-BWT Mercedes | 57   | +1 varv     | 13   |       |
| 14                                                               | 47  | Mick Schumacher    | Haas-Ferrari              | 57   | +1 varv     | 19   |       |
| 15                                                               | 11  | Sergio Pérez       | Red Bull-Honda            | 55   | DNF         | 4    |       |
| RET                                                              | 6   | Nicholas Latifi    | Williams-Mercedes         | 50   | DNF         | 16   |       |
| RET                                                              | 99  | Antonio Giovinazzi | Alfa Romeo-Ferrari        | 33   | DNF         | 14   |       |
| RET                                                              | 63  | George Russell     | Williams-Mercedes         | 26   | DNF         | 17   |       |
| RET                                                              | 7   | Kimi Räikkönen     | Alfa Romeo-Ferrari        | 25   | DNF         | 18   |       |
| Snabbaste varvet: Max Verstappen (Red Bull) – 1:26,103 (varv 39) |     |                    |                           |      |             |      |       |
| Källor:                                                          |     |                    |                           |      |             |      |       |

## Ställning i mästerskapet efter loppet
| Pos.  | Förare            | Poäng |
| ----- | ----------------- | ----- |
| 1 ▬   | Max Verstappen    | 395,5 |
| 2 ▬   | Lewis Hamilton    | 387,5 |
| 3 ▬   | Valtteri Bottas   | 226   |
| 4 ▬   | Sergio Pérez      | 190   |
| 5 ▲ 2 | Carlos Sainz, Jr. | 164,5 |

| Pos. | Konstruktör      | Poäng |
| ---- | ---------------- | ----- |
| 1 ▬  | Mercedes         | 613,5 |
| 2 ▬  | Red Bull-Honda   | 585,5 |
| 3 ▬  | Ferrari          | 323,5 |
| 4 ▬  | McLaren-Mercedes | 275   |
| 5 ▬  | Alpine-Renault   | 155   |

- Notering: Endast de fem bästa placeringarna i vardera mästerskap finns med på listorna.